# Callotasis
Le callotasis, également appelé callotase, est une technique de distraction osseuse.

## Principe
Le callotasis se fait généralement en plusieurs phases :
- Ostéotomie : On crée, tout d'abord une fracture artificielle entraînant la formation d'un cal osseux de consolidation autour de la fracture.
- Latence : On doit ensuite respecter une période de latence, (de 5 à 7 jours en moyenne,) entre l'ostéotomie et le début de la distraction proprement-dite ; cette période de latence permet la constitution du cal osseux.
- Distraction : On pose ensuite un distracteur qui servira à éloigner les segments osseux situés de part et d'autre du cal, de manière à étirer progressivement l'os de quelques millimètres, généralement entre 0,5 et 1 mm par jour.
- Consolidation  : Ensuite, lorsque l'étirement désiré est obtenu, il faut attendre la consolidation afin d'obtenir le résultat final ; cette période de consolidation peut être de trois mois ou plus, en fonction de la structure osseuse distractée et de l'étirement obtenu.